# كريس كامارا
كريس كامارا (بالإنجليزية: Chris Kamara)‏ هو معلق رياضي ولاعب كرة قدم ومدرب كرة قدم بريطاني في مركز الوسط، ولد في 25 ديسمبر 1957 في ميدلزبرة في المملكة المتحدة. لعب مع برادفورد سيتي وستوك سيتي وسويندون تاون وشيفيلد يونايتد وليدز يونايتد ونادي برينتفورد ونادي بورتسموث ونادي لوتون تاون ونادي ميدلزبره.

## وصلات خارجية
- كريس كامارا على موقع قاعدة بيانات كرة القدم.إي يو (الإنجليزية)
- كريس كامارا على موقع Soccerbase.com (لاعب) (الإنجليزية)
- كريس كامارا على موقع Soccerbase.com (مدرب) (الإنجليزية)
- كريس كامارا على موقع عالم كرة القدم.نت (الإنجليزية)
- كريس كامارا على موقع IMDb (الإنجليزية)
- كريس كامارا على موقع ألو سيني (الفرنسية)
- كريس كامارا على موقع ميوزك برينز (الإنجليزية)
- كريس كامارا على موقع ديسكوغز (الإنجليزية)
- كريس كامارا على موقع قاعدة بيانات الفيلم (الإنجليزية)